# Museo di storia naturale sezione biomedica
La Sezione biomedica del Museo di storia naturale di Firenze si trova nel viale Giovan Battista Morgagni 85.

## Storia e descrizione
Aperta al pubblico nel 2012 dopo un lungo restauro, questa sezione dei musei universitari fiorentini è l'ultima che si è aggiunta al già ricco patrimonio dell'istituzione. Una prima sistemazione delle collezioni, risalenti soprattutto al periodo dal 1880 in poi, risale al 1936, quando il Laboratorio di Fisiologia si trasferì a Careggi. Le collezioni avevano essenzialmente uno scopo didattico, in parte ancora presente, a cui si è aggiunto col tempo il notevole interesse storico, tra i più rilevanti in Italia per quantità e qualità delle collezioni. A Firenze dopotutto fu istituita la prima cattedra universitaria di Anatomia patologica in Italia, nel 1840.

## Descrizione

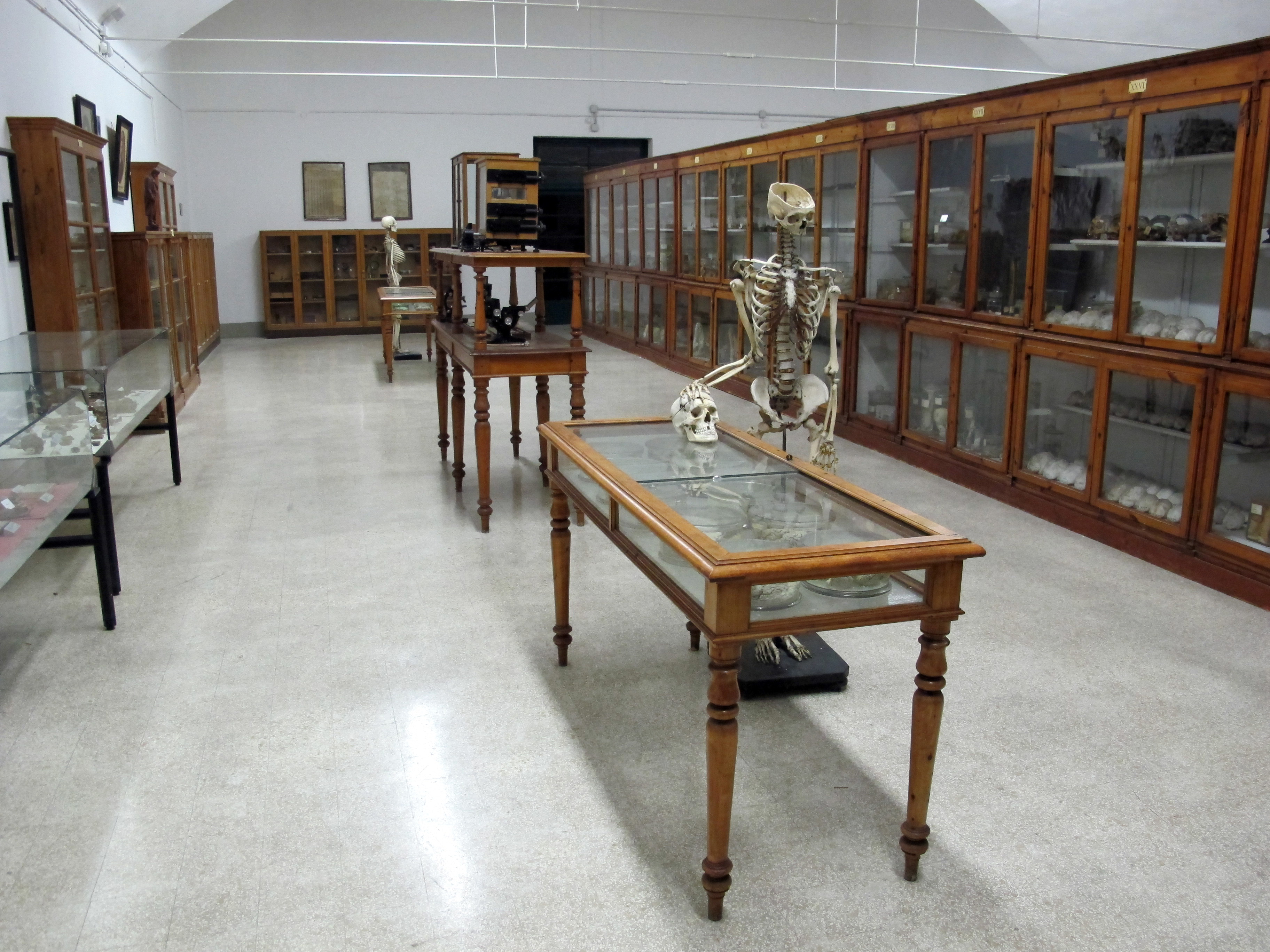
Museo di anatomia normale

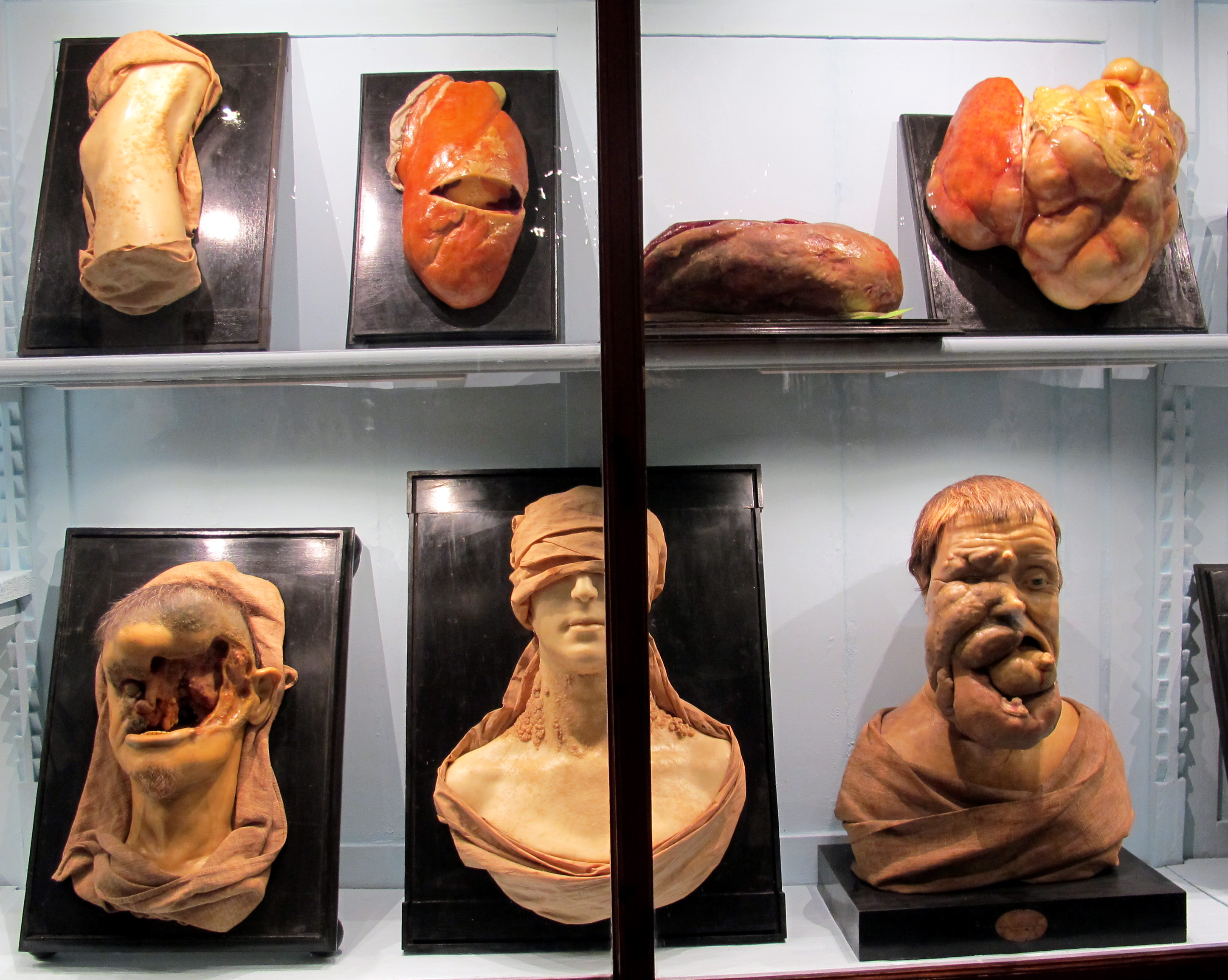
Cere di anatomia patologica

Conservata presso l'ospedale di Careggi, si compone di quattro nuclei museali.

### Laboratorio di fisiologia umana
La prima è il "Laboratorio di Fisiologia Umana", situato nei locali del "Dipartimento di Scienze Fisiologiche", che conta circa 200 reperti tra apparecchi per la stimolazione elettrica e per la registrazione di parametri elettrici o meccanici, risalenti all'istituto omonimo fondato dal tedesco Maurizio Schiff in via Gino Capponi nel 1863. Tra i reperti di maggiore interesse ci sono un ergografo di Mosso, usato in passato per registrare le contrazioni muscolari del dito medio della mano, alcuni chimografi e un elettrocardiografo di Boulitte, oltre a galvanometri, amperometri e strumenti antichi di uso più generale.

### Museo patologico
Gli altri tre nuclei sono legati alle collezioni di anatomia normale, di medicina legale e di anatomia patologica. I primi due sono ospitati nel "Dipartimento di Anatomia, Istologia e Medicina legale", il terzo nella "Sezione di Anatomia Patologica" del "Dipartimento di Area Critica Medico Chirurgica". I due dipartimenti sono ospitati nelle ali gemelle di un unico edificio.
La collezione del "Museo patologico" ha una ricca e ben conservata serie di modelli in gesso e, soprattutto, in cera che documentano alcuni casi paotologici ottocenteschi ritenuti all'epoca eccezionalmente significativi per rarità e gravità. Conserva inoltre numerosi campioni in preparazioni anatomiche (osteologiche, essiccate e conservate nel liquido fissativo), oltre a una serie di busti in marmo e gesso legati ad alcune delle figure più significative dello Studio Patologico toscano. Vi si trovano inoltre gli strumenti per lo studio dell'istologia, il catalogo museale originale (con esaurienti descrizioni dei preparati), il “Registro delle Autopsie” e i volumi contenenti le “Storie Cliniche”, che recano la memoria delle 1469 autopsie svolte tra il 1839 e il 1881.

### Museo anatomico
Il "Museo anatomico", di anatomia normale e medicina legale, nacque invece dal Museo Fisiologico del Regio Istituto di Studi Superiori, sorto su iniziativa di Filippo Pacini, che ne fu il primo direttore. I vari preparati vi sono divisi sistematicamente, dai numerosi materiali ossei (ricchissima la collezione di crani) ai preparati secchi relativi, fino a preparati legati all'apparato locomotore e all'apparato cardiocircolatorio. Rara e originale è la sezione di preparati di Girolamo Segato del primo Ottocento, dove i materiali anatomici sono composti con criteri estetici.

### Museo di medicina legale
Il "Museo di medicina legale" infine si era originato a Santa Maria Nuova e fu qui trasferito nel 1958. Animatore della raccolta fu essenzialmente Lorenzo Borri, che raccolse il materiale legato alla sua attività di perito legale. Comprende preparati osteologici, mummie, preparati sotto formalina, frammenti di cute con tatuaggi, armi bianche e da fuoco.